# Райхскомісаріат Туркестан
Райхскомісаріа́т Туркеста́н (нім. Reichskommissariat Turkestan або Turkistan, скорочено RKT) — 
райхскомісаріат у складі Третього Рейху, який
планувалося утворити на території середньоазійських
республік Радянського Союзу після сподіваної перемоги
Німеччини в Німецько-радянській
війні.
Радянський історик Лев Безименський твердив, що як назви даної території
розглядалися і такі: Пантуркестан (нім. Panturkestan),
Великий Туркестан (нім. Großturkestan) та Магометанська імперія 
(нім. Mohammed-Reich).

## Передісторія
Пропозицію щодо райхскомісаріату в цьому регіоні вніс нацистський
ідеолог Альфред Розенберг, однак її відхилив Адольф Гітлер, який сказав Розенбергу, що на той момент у таких справах слід обмежитися Європою.
Перед розгортанням операції «Барбаросса» Розенберг включив у свої плани на майбутнє утвердження німецького панування над залишками Радянського Союзу переважно тюркські в етнічному відношенні та мусульманські землі СРСР у Середній Азії з огляду на їхній історичний антагонізм щодо розширення російського владарювання у цих краях, незважаючи на свої сумніви, що німецькі завоювання простяглися б аж так далеко на схід. Його первинна пропозиція спричинила створення низки «дерусифікованих» і прихильних до німців сюзеренітетів навколо російського «ядра», яке являла собою Московія і яку належало позбавити доступу до Балтійського і Чорного морів. Такими утвореннями були б Велика Фінляндія, Балтійський регіон, Біла Рутенія, Велика Україна,  Великий Кавказ, Туркестан, Ідель-Урал і Сибір, тоді як широка ділянка території на західному кордоні з Німеччиною мала стати або частиною останньої або іншим чином підпасти під її прямий контроль.
Цю пропозицію відхилив Адольф Гітлер через невідповідність його заявленій меті здобуття для Німеччини достатнього «життєвого простору» на сході. За наказами Гітлера Розенберг також відклав пропозицію про німецьку цивільну адміністрацію у Середній Азії принаймні на найближче майбутнє, натомість йому було доручено поки що зосередити свою роботу над європейською частиною СРСР.
Розенберг отримував поради з туркестанського питання від узбецького емігранта Велі Каюн Хана (англ. Veli Kayyun Han), який з серпня 1942 очолював колаборантський берлінський Туркестанський національний комітет, що діяв при Імперському міністерстві у справах окупованих східних територій.

## Протяжність

Середня Азія в 1922

План Розенберга передбачав включення в цей
райхскомісаріат п'ятьох середньоазійських
радянських республік:  Казахської РСР,
 Узбецької РСР,  Туркменської РСР, Таджицької РСР і Киргизької РСР. Населення цих республік не було однорідно тюркським за етнічним складом (зокрема, у Таджикистані, де насправді переважало населення іранського походження, яке говорить іранськими мовами), але в цілому їх об’єднувала спільна мусульманська релігія.
Німецькі плани щодо райхскомісаріату Туркестан охоплювали і території Горно-Алтайської автономної області,  Татарської АРСР  і  Башкирської АРСР також на основі спільної релігії і
етнічності. Деякі джерела навіть згадують про можливість включення сюди і Марійської та Удмуртської АРСР, незважаючи на уральське походження корінних народів цих земель.
Східний рубіж всієї цієї території за час Другої світової війни так і не було остаточно встановлено. У разі, якби сили Осі зайняли ще не завойовану на той час решту Радянського Союзу, Японська імперія наприкінці 1941 року запропонувала делімітацію регіону вздовж лінії  70° східної довготи, що являло б собою західний кордон її власних володінь у Великій східноазійській сфері спільного розквіту. Новий змінений варіант цієї пропозиції перемістив кордон далі на схід, до східного кордону радянських республік Середньої Азії з Республікою Китай і Єнісеєм у Сибіру.